# Нено Христов
Нено Желязков Христов е български офицер, полковник.

## Биография
Роден е на 20 декември 1897 г. в Севлиево. През 1919 г. завършва Военното училище в София. От 1941 г. служи в щаба на втора бърза дивизия. През 1943 г. е назначен за началник-щаб на петнадесета пехотна охридска дивизия. От 1944 г. е командир на петдесет и девети пехотен пирински полк. На следващата година е назначен за командир на тридесет и четвърти пехотен троянски полк. От 1946 г. е началник-щаб на шеста пехотна бдинска дивизия, а през 1947 г. е на същата позиция в първа пехотна софийска дивизия. Уволнен е през 1947 г. Награждаван е с орден „За храброст“, IV степен, 1 клас и орден „Суворов“, III степен..

## Военни звания
- Подпоручик (1919)
- Поручик (30 януари 1923)
- Капитан (15 юни 1928)
- Майор (6 май 1936)
- Подполковник (6 май 1939)
- Полковник (3 октомври 1942)